# Onceștii Vechi, Bacău
Onceștii Vechi este un sat în comuna Oncești din județul Bacău, Moldova, România.